# Rödnarvar
Rödnarvar (Spergularia) är ett släkte av nejlikväxter. Rödnarvar ingår i familjen nejlikväxter.

## Bildgalleri

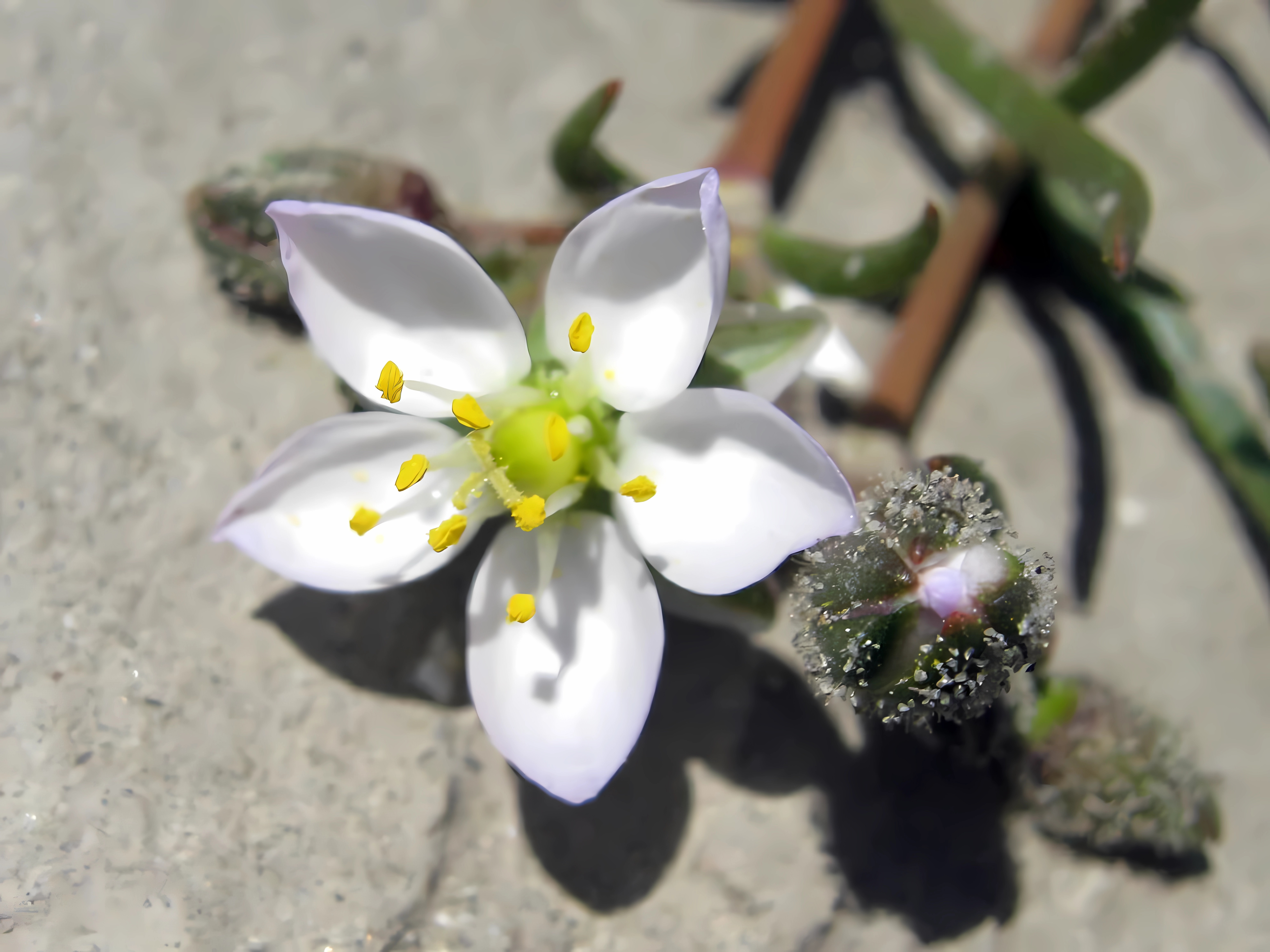
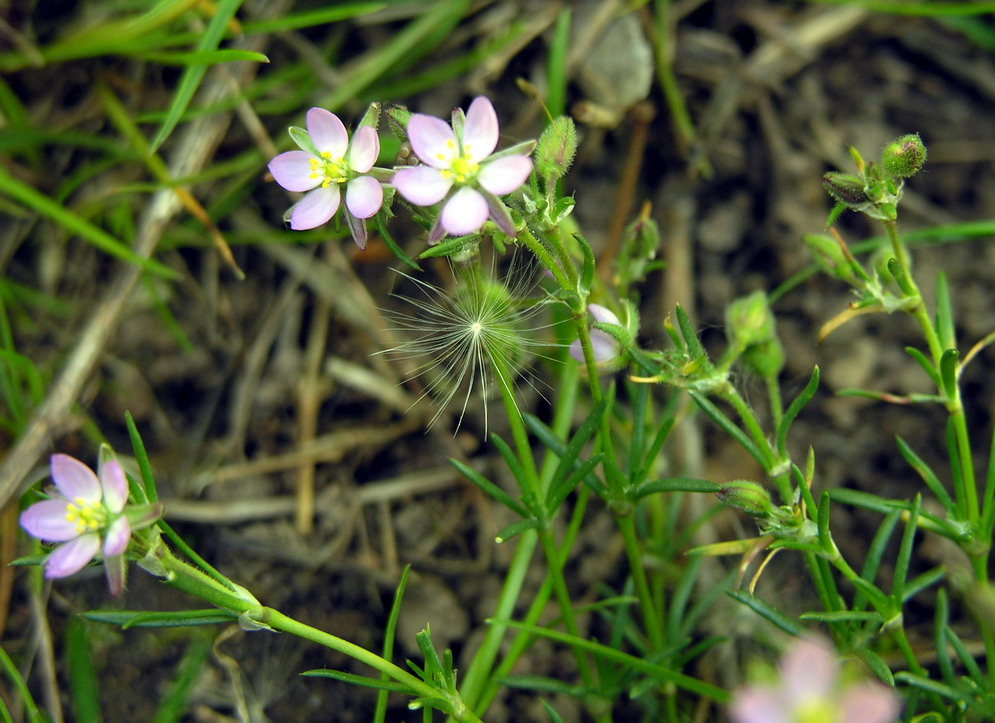
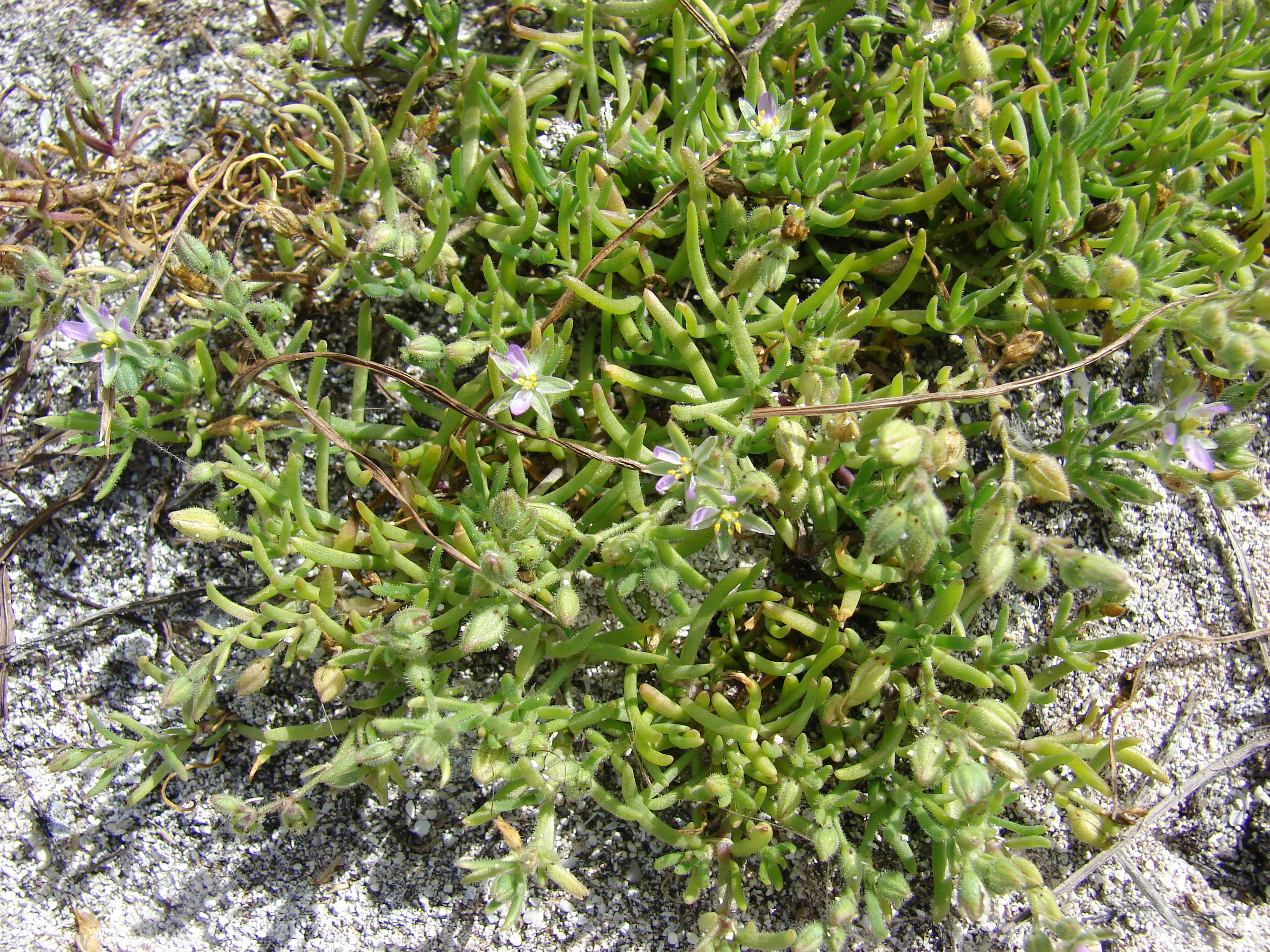

## Dottertaxa till Rödnarvar, i alfabetisk ordning[1]
- Spergularia aberrans
- Spergularia andina
- Spergularia angustata
- Spergularia arbuscula
- Spergularia atrosperma
- Spergularia azorica
- Spergularia bocconei
- Spergularia bungeana
- Spergularia canadensis
- Spergularia capillacea
- Spergularia collina
- Spergularia colombiana
- Spergularia confertiflora
- Spergularia congestifolia
- Spergularia cremnophila
- Spergularia denticulata
- Spergularia diandra
- Spergularia diandroides
- Spergularia doumerguei
- Spergularia echinosperma
- Spergularia embergeri
- Spergularia fasciculata
- Spergularia fauriei
- Spergularia fimbriata
- Spergularia floribunda
- Spergularia hanoverensis
- Spergularia heldreichii
- Spergularia kurkae
- Spergularia leptophylla
- Spergularia lycia
- Spergularia macrorrhiza
- Spergularia macrotheca
- Spergularia maritima
- Spergularia masafuerana
- Spergularia media
- Spergularia melanocaulos
- Spergularia mexicana
- Spergularia microsperma
- Spergularia molluginea
- Spergularia munbyana
- Spergularia nesophila
- Spergularia nicaeensis
- Spergularia pazensis
- Spergularia pinguis
- Spergularia pitardiana
- Spergularia purpurea
- Spergularia pycnantha
- Spergularia pycnorrhiza
- Spergularia rubra
- Spergularia rupicola
- Spergularia salina
- Spergularia salontana
- Spergularia segetalis
- Spergularia sezer-zenginii
- Spergularia spruceana
- Spergularia stenocarpa
- Spergularia syvaschica
- Spergularia tangerina
- Spergularia tasmanica
- Spergularia tenuifolia